# Giro dei Paesi Bassi 2001
Il Giro dei Paesi Bassi 2001, quarantunesima edizione della corsa, si svolse dal 28 agosto al 1º settembre 2001 su un percorso di 896 km ripartiti in 6 tappe, con partenza da Rotterdam e arrivo a Landgraaf. Fu vinto dall'olandese Leon van Bon della squadra Mercury davanti al connazionale Erik Dekker e all'ucraino Serhij Honcar.

## Tappe
| Tappa  | Data         | Percorso                                | km  | Vincitore di tappa | Leader cl. generale |
| ------ | ------------ | --------------------------------------- | --- | ------------------ | ------------------- |
| 1ª     | 28 agosto    | Rotterdam > Tilburg                     | 186 | Stefan van Dijk    | Stefan van Dijk     |
| 2ª     | 29 agosto    | Tiel > Nijverdal                        | 184 | Robbie McEwen      | Stefan van Dijk     |
| 3ª     | 30 agosto    | Nijverdal > Denekamp                    | 83  | Ivan Quaranta      | Stefan van Dijk     |
| 4ª     | 30 agosto    | Nordhorn > Denekamp (cron. individuale) | 23  | Serhij Honcar      | Serhij Honcar       |
| 5ª     | 31 agosto    | Markelo > Venlo                         | 192 | Danilo Hondo       | Serhij Honcar       |
| 6ª     | 1º settembre | Blerick > Landgraaf                     | 228 | Erik Dekker        | Leon van Bon        |
| Totale | Totale       | Totale                                  | 896 |                    |                     |

## Dettagli delle tappe

### 1ª tappa
- 28 agosto: Rotterdam > Tilburg – 186 km

| Pos. | Corridore       | Squadra         | Tempo    |
| ---- | --------------- | --------------- | -------- |
| 1    | Stefan van Dijk | Bankgiroloterij | 4h18'03" |
| 2    | Tristan Hoffman | CSC             | s.t.     |
| 3    | Ivan Quaranta   | Alexia          | s.t.     |

| Pos. | Corridore         | Squadra         | Tempo    |
| ---- | ----------------- | --------------- | -------- |
| 1    | Stefan van Dijk   | Bankgiroloterij | 4h18'25" |
| 2    | Tristan Hoffman   | CSC             | a 4"     |
| 3    | Remco van der Ven | Bankgiroloterij | s.t.     |

### 2ª tappa
- 29 agosto: Tiel > Nijverdal – 184 km

| Pos. | Corridore          | Squadra       | Tempo    |
| ---- | ------------------ | ------------- | -------- |
| 1    | Robbie McEwen      | Domo          | 4h17'04" |
| 2    | Giancarlo Raimondi | Liquigas-Pata | s.t.     |
| 3    | Matteo Frutti      | Lampre-Daikin | s.t.     |

| Pos. | Corridore       | Squadra         | Tempo    |
| ---- | --------------- | --------------- | -------- |
| 1    | Stefan van Dijk | Bankgiroloterij | 8h36'12" |
| 2    | Robbie McEwen   | Domo            | a 2"     |
| 3    | Tristan Hoffman | CSC             | a 6"     |

### 3ª tappa
- 30 agosto: Nijverdal > Denekamp – 83 km

| Pos. | Corridore       | Squadra         | Tempo    |
| ---- | --------------- | --------------- | -------- |
| 1    | Ivan Quaranta   | Alexia          | 1h50'02" |
| 2    | Stefan van Dijk | Bankgiroloterij | s.t.     |
| 3    | Danilo Hondo    | Telekom         | s.t.     |

| Pos. | Corridore       | Squadra         | Tempo     |
| ---- | --------------- | --------------- | --------- |
| 1    | Stefan van Dijk | Bankgiroloterij | 10h26'27" |
| 2    | Robbie McEwen   | Domo            | a 4"      |
| 3    | Ivan Quaranta   | Alexia          | a 7"      |

### 4ª tappa
- 30 agosto: Nordhorn > Denekamp (cron. individuale) – 23 km

| Pos. | Corridore        | Squadra         | Tempo  |
| ---- | ---------------- | --------------- | ------ |
| 1    | Serhij Honcar    | Liquigas-Pata   | 26'14" |
| 2    | Bart Voskamp     | Bankgiroloterij | a 33"  |
| 3    | Vjačeslav Ekimov | US Postal       | a 39"  |

| Pos. | Corridore        | Squadra         | Tempo     |
| ---- | ---------------- | --------------- | --------- |
| 1    | Serhij Honcar    | Liquigas-Pata   | 10h52'58" |
| 2    | Bart Voskamp     | Bankgiroloterij | a 29"     |
| 3    | Vjačeslav Ekimov | US Postal       | a 39"     |

### 5ª tappa
- 31 agosto: Markelo > Venlo – 192 km

| Pos. | Corridore       | Squadra       | Tempo    |
| ---- | --------------- | ------------- | -------- |
| 1    | Danilo Hondo    | Telekom       | 4h59'27" |
| 2    | Robert Hunter   | Lampre-Daikin | s.t.     |
| 3    | John Den Braber | Axa           | s.t.     |

| Pos. | Corridore        | Squadra         | Tempo     |
| ---- | ---------------- | --------------- | --------- |
| 1    | Serhij Honcar    | Liquigas-Pata   | 15h52'25" |
| 2    | Bart Voskamp     | Bankgiroloterij | a 26"     |
| 3    | Vjačeslav Ekimov | US Postal       | a 39"     |

### 6ª tappa
- 1º settembre: Blerick > Landgraaf – 228 km

| Pos. | Corridore          | Squadra  | Tempo    |
| ---- | ------------------ | -------- | -------- |
| 1    | Erik Dekker        | Rabobank | 5h54'00" |
| 2    | Stephan Schreck    | Telekom  | s.t.     |
| 3    | Maarten den Bakker | Rabobank | a 2"     |

| Pos. | Corridore     | Squadra       | Tempo     |
| ---- | ------------- | ------------- | --------- |
| 1    | Leon van Bon  | Mercury       | 21h47'31" |
| 2    | Erik Dekker   | Rabobank      | a 6"      |
| 3    | Serhij Honcar | Liquigas-Pata | a 27"     |

## Classifiche finali

### Classifica generale
| Pos. | Corridore          | Squadra                 | Tempo     |
| ---- | ------------------ | ----------------------- | --------- |
| 1    | Leon van Bon       | Mercury                 | 21h47'31" |
| 2    | Erik Dekker        | Rabobank                | a 6"      |
| 3    | Serhij Honcar      | Liquigas-Pata           | a 27"     |
| 4    | Paul Van Hyfte     | Lotto-Adecco            | a 42"     |
| 5    | Bart Voskamp       | Bankgiroloterij-Batavus | a 53"     |
| 6    | Jan van Velzen     | Bankgiroloterij-Batavus | a 1'03"   |
| 7    | Vjačeslav Ekimov   | US Postal Service       | a 1'06"   |
| 8    | Maarten den Bakker | Rabobank                | a 1'11"   |
| 9    | Robert Hunter      | Lampre-Daikin           | a 1'16"   |
| 10   | Frank Høj          | Team Coast              | a 1'37"   |